# Die Lebermoose Europas
Die Lebermoose Europas (abreviado Leberm. Eur.) es un libro con ilustraciones y descripciones botánicas que fue escrito por el botánico, briólogo, y enólogo alemán Karl Müller y publicado en 1954-58